# Tlenki amin

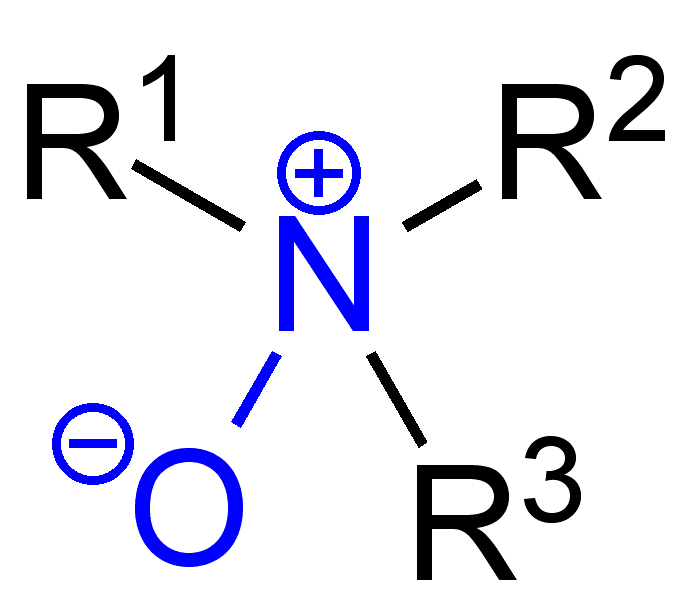
Ogólny wzór tlenków amin

Tlenki amin (również N-tlenki amin, N-tlenki) – związki chemiczne zawierające atom tlenu przyłączony do trzeciorzędowej grupy aminowej. W szerszym znaczeniu są to również analogiczne pochodne amin pierwszo- i drugorzędowych.
Powstają w wyniku działania nadtlenku wodoru na aminy trzeciorzędowe oraz na podstawione iminy. Atom tlenu jest w nich wiązany wiązaniem koordynacyjnym. Praktyczne zastosowanie w syntezach organicznych znajduje m.in. N-tlenek pirydyny.